# Geter
Geter ist im Alten Testament der drittälteste Sohn Arams, Enkel Sems und Urenkel Noachs.

## Etymologie
Die Herkunft des Personennamens גֶתֶר gætær ist unbekannt. Die Septuaginta gibt den Namen als Γαθερ Gater wieder, die Vulgata als Gether, der Samaritanische Pentateuch als Gātar.

## Biblische Erzählung
Geter wird nur in der Völkertafel in Gen 10,23  und im Stammbaum 1 Chr 1,17  erwähnt. Seine Brüder heißen Uz, Hul und Masch. Der Abschnitt Gen 10,22–23  der Völkertafel, in dem Hul und seine Brüder erwähnt werden, gehört der Priesterschrift an.

## Außerbiblisches
Nach dem muslimischen Gelehrten Ibn Kathir ist Geter der Vater Thamuds und Salihs. Thamud ist der Stammvater der Thamūd.
Flavius Josephus sieht in ihm den Stammvater der Baktrier, Hieronymus und Isidor von Sevilla identifizieren ihn hingegen als Stammvater der Akarnier oder Karier.